# V1339 Aquilae
Désignations
V1339 Aquilae, également connue sous le nom d'HD 187567, est une étoile Be de la constellation de l'Aigle. Elle est environ 13 fois plus massive que le Soleil et a 7,7 fois son diamètre.
Sa nature binaire a été découverte par interférométrie des tavelures